# Проклятие монахини 2
«Прокля́тие мона́хини 2» (англ. The Nun 2) — американский готический фильм ужасов о сверхъестественном режиссёра Майкла Чавеса по сценарию Йена Голдберга, Ричарда Найнга и Акелы Купера и сюжету Купера. Продолжение к фильму 2018 года «Проклятие монахини» и восьмой фильм во франшизе «Вселенная „Заклятия“». К своим ролям из первого фильма вернулись Таисса Фармига, Йонас Блоке и Бонни Ааронс. Также к актёрскому составу присоединились Сторм Рид и Анна Попплуэлл. Питер Сафран и Джеймс Ван вернулись в качестве продюсеров.
В 2017 году Ван обсудил возможность выхода продолжения, и к 2019 году Сафран рассказал, что фильм находится на ранней стадии разработки. Первоначально Купер был нанят в качестве единственного сценариста фильма, но потом к нему присоединились Голдберг и Найнг. Было объявлено, что Чавес, снявший фильмы «Проклятие плачущей» (2019) и «Заклятие 3: По воле дьявола» (2021), будет режиссёром фильма. Съёмки начались в октябре 2022 года во Франции.
Фильм вышел в кинопрокат 8 сентября 2023 года компанией Warner Bros. Pictures. На территории РФ фильм стартовал в прокате 5 октября.

## Сюжет
Действие фильма происходит через четыре года после окончания первого фильма и рассказывает о сестре Ирэн, когда она снова сталкивается лицом к лицу с демонической силой Валак, монахиней, в школе-интернате во Франции.

## В ролях
| Актёр              | Роль                     |
| ------------------ | ------------------------ |
| Таисса Фармига     | сестра Ирен              |
| Йонас Блоке        | Моррис                   |
| Сторм Рид          | сестра Дебра             |
| Анна Попплуэлл     | Кейт                     |
| Кейтлин Роуз Дауни | Софи                     |
| Бонни Ааронс       | Валак / монахиня         |
| Сюзэнн Бертиш      | мадам Лоран              |
| Леонтина д’Онсье   | Симона                   |
| Анук Дарвин Хомвуд | Селеста                  |
| Питер Хадсон       | отец Ридли               |
| Паскаль Обер       | отец Нуаре               |
| Максим Элиас-Мене  | Жак                      |
| Дэвид Хорович      | кардинал Конрой          |
| Пол Спера          | диакон Скотт             |
| Кейт Коулбрук      | мать Ирен / святая Луция |
| Тамар Баруч        | сестра Амара             |
| Наталья Сафран     | сестра Хлоя              |
| Патрик Уилсон      | Эд Уоррен (камео)        |
| Вера Фармига       | Лоррейн Уоррен (камео)   |

## Производство и премьера

### Разработка
В августе 2017 года Джеймс Ван обсудил возможность продолжения «Проклятия монахини» и то, каким может быть его сюжет: «Я знаю, где возможно, если „Проклятие монахини“ получится, к чему может привести „Проклятие монахини 2“ и как это связано с историей Лоррейн, которую мы создали с первыми двумя фильмами „Заклятие“, и все это полностью обходило».
В апреле 2019 года Питер Сафран объявил, что продолжение находится в разработке. Сафран заявил, что для фильма запланирована «действительно забавная» сюжетная линия, отметив, что новый фильм о монахине «неизбежен». Позже в том же месяце Акела Купер присоединилась к проекту в качестве сценариста, в то время как Сафран и Джеймс Ван будут выступать в качестве продюсеров.
В феврале 2022 года Таисса Фармига заявила, что у неё были переговоры с Warner Bros. Pictures о повторении своей роли из первого фильма, в которых говорится, что ограничения на киноиндустрию в результате пандемии COVID-19 задержали проект. В апреле 2022 года «Warner Bros. Pictures» официально анонсировала фильм как часть своего предстоящего списка на CinemaCon 2022 года. На следующий день было объявлено, что Майкл Чавес будет режиссёром фильма.
В сентябре 2022 года выяснилось, что Йен Голдберг и Ричард Найнг внесли свой вклад в качестве сценаристов последнего черновика сценария.

### Кастинг
В апреле 2022 года Джеймс Ван подтвердил, что Бонни Ааронс повторит свою роль Валака. В сентябре 2022 года Сторм Рид была выбрана на главную роль. В октябре 2022 года было подтверждено, что Таисса Фармига и Йонас Блоке повторят свои роли из первого фильма, а Анна Попплуэлл и Кейтлин Роуз Дауни присоединились к актёрскому составу позже в том же месяце.

### Съёмки
Предварительные съёмки началась 29 апреля 2022 года. Первоначально съёмки должны были начаться 5 сентября того же года. Основные съёмки начались во Франции 6 октября 2022 года и завершились позже в том же году.
Фильм был выпущен компаниями Warner Bros. Pictures и New Line Cinema в США 8 сентября 2023 года.

## Кассовые сборы
Сборы фильма «Проклятие монахини 2» составляют $86 млн в США и Канаде и $183 млн на других территориях, в общей сумме — $269 млн по всему миру.

## Восприятие
На сайте-агрегаторе Rotten Tomatoes рейтинг фильма составляет 52 % на основе 132 обзоров со средней оценкой 5.1/10.